# ریلاینس (داکوتای جنوبی)
ریلاینس(به انگلیسی: Reliance) شهری در ایالت داکوتای جنوبی کشور ایالات متحده آمریکا است که جمعیت آن در سرشماری سال ۲۰۱۰ میلادی، ۱۹۱ نفر بوده‌است.